# Andrew J. Weaver
Pour les articles homonymes, voir Andrew Weaver.
Andrew J. Weaver, né en 1961 à Victoria, est un climatologue, auteur du GIEC et professeur à l'école des sciences terrestres et océaniques de l'université de Victoria, et homme politique canadien.
Il représente la circonscription d'Oak-Bay-Gordon-Head à l'Assemblée législative de la Colombie-Britannique depuis mai 2013. Après avoir été député du Parti vert de la Colombie-Britannique et chef de ce parti du 9 décembre 2015 au 6 janvier 2020, il siège comme indépendant depuis le 20 janvier 2020.

## Biographie

### Formation
Diplômé du High School d'Oak Bay en 1979, Andrew Weaver obtient un B.Sc en mathématiques et physique de l'université de Victoria en 1983, un « Master of Advanced Study » en mathématiques de l'université de Cambridge en 1984 et un PhD en mathématiques appliquées de l'université de Colombie-Britannique en 1987. Après son PhD, il réalise son post-doctorat à l'école de mathématiques de l'université de Nouvelle-Galles du Sud en Australie en 1998 puis il rejoint l'institut pour l'étude de l'atmosphère et des océans à l'université de Washington à Seattle l'année suivante.

### Climatologue
Weaver est l'auteur ou co-auteur de plus de 200 articles sur le climat, la météorologie, l'anthropologie, les sciences de la vie et de la Terre ou l'océanographie. Il est rédacteur en chef du Journal of Climate de 2005 à 2009. Il est co-auteur principal des rapports 2, 3, 4 et 5 du Groupe d'experts intergouvernemental sur l'évolution du climat.
Il publie également plusieurs ouvrages de vulgarisation sur le réchauffement climatique, dont Keeping our Cool: Canada in a Warming World (Viking Canada, 2008).

### Carrière politique
Le 20 septembre 2012, il se présente comme candidat du Parti vert de la Colombie-Britannique dans la circonscription d'Oak Bay-Gordon Head à l'élection provinciale du 14 mai 2013. Il devient le chef adjoint du parti. Lors de cette élection, il devient le premier candidat vert élu et le premier député vert à l'Assemblée législative de la Colombie-Britannique. Il est aussi le premier candidat vert à être élu à une assemblée législative provinciale au Canada.
Le 24 novembre 2015, il annonce sa candidature à la course à la direction du Parti vert provincial,. Il est désigné par acclamation à ce poste le 9 décembre suivant.
Aux élections de 2017, les verts obtiennent 16,83 % des voix, Andrew Weaver conserve son siège de député provincial et, avec Sonia Furstenau et Adam Olsen, il forme le premier caucus vert en Amérique du Nord. Les négociations en vue de la formation du gouvernement, auxquelles il participe, aboutissent à un gouvernement minoritaire NPD soutenu par le Parti vert.
En octobre 2019, il annonce son départ prochain de la direction du Parti vert de la Colombie-Britannique et sa décision de ne pas se représenter aux prochaines élections. Il quitte ses fonctions de chef le 6 janvier 2020. Il quitte le caucus vert quelques jours plus tard et, en septembre, il déclare soutenir le chef du NPD, John Horgan.